# Bitche
Cet article possède des paronymes, voir Beech, Bitch, Bitsch et Beach.
Bitche [bitʃ] (Bitsch en allemand et en francique lorrain) est une commune du Nord-Est de la France, située dans le département de la Moselle, en Lorraine et en région Grand Est.
La ville, serrée autour de son imposante citadelle, est la capitale du pays de Bitche et le chef-lieu du canton de Bitche et de la communauté de communes du Pays de Bitche.
Elle possède quatre fleurs au concours des villes et villages fleuris et est située à 57,5 km au nord-ouest de Strasbourg, dans le terroir du parc naturel régional des Vosges du Nord, partie la plus orientale de l'ancienne région Lorraine.
En 2022, la population légale de la ville est de 4 899 habitants, appelés les Bitchois.
Bitche est attestée dans les textes d'archives dès le XIIe siècle. Dépendante du Saint-Empire, la localité est successivement la propriété des seigneurs de Bitche du duché de Lorraine (XIIe siècle), des comtes de Deux-Ponts-Bitche (1286) et à nouveau des ducs de Lorraine (1570).
Durant la guerre de Trente Ans, la population souffre des multiples passages de troupes et sort du conflit exsangue et décimée. La paix retrouvée, des migrants, participent au redressement de la communauté. La ville devient française en 1766 sous Louis XV avec le rattachement du duché de Lorraine au royaume de France.
Comme le reste de la Moselle et malgré une résistance héroïque, Bitche devient allemand durant la période du Reichsland (1871-1918) puis lors de l'occupation nazie (1940-1945).

## Géographie

### Communes limitrophes
| Schorbach    | Lengelsheim, Hanviller | Haspelschiedt                |
| Le Légeret   | Bitche                 | Camp de Bitche, Sturzelbronn |
| Reyersviller | Schwangerbach          | Stockbronn, Éguelshardt      |

### Localisation
À vol d'oiseau, Bitche se situe à 57,5 km au nord-ouest de Strasbourg, chef-lieu de région, à 91 km à l'est de Metz, chef-lieu de département et à 27,2 km au sud-est de Sarreguemines, chef-lieu d'arrondissement.
La ville appartient au canton et pays de Bitche ainsi qu'à l’arrondissement de Sarreguemines.

### Géologie et relief
La commune se compose de 566,15 hectares de territoires artificialisés (13,76 %), 327,40 hectares de territoires agricoles (7,96 %) et 13 220,36 hectares de forêts et milieux semi-naturels (78,28 %).
Espaces naturels :
- Huit espaces protégés hors Natura 2000,
- Trois espaces protégés Natura 2000,
- Dix zones naturelles d'intérêt écologique, faunistique et floristique (Znieff).

La ville de Bitche est située à l’extrême nord-est du département de la Moselle, sur la Horn, dans une dépression bordée de collines boisées. Au centre de la cuvette se dresse un énorme piton rocheux en grès, dominé par la citadelle.
Hydrogéologie et climatologie : Système d’information pour la gestion des eaux souterraines du bassin Rhin-Meuse :
Territoire communal : Occupation du sol (Corinne Land Cover); Cours d'eau (BD Carthage),
Géologie : Carte géologique; Coupes géologiques et techniques,
 Hydrogéologie : Masses d'eau souterraine; BD Lisa; Cartes piézométriques.

### Hydrographie et les eaux souterraines
La commune est située dans le bassin versant du Rhin au sein du bassin Rhin-Meuse. Elle est drainée par la Horn, le ruisseau le Falkensteinbach, le ruisseau le Rothenbach, le ruisseau Moosbach, le ruisseau Moosbach et le ruisseau Schorbach.
La Horn, d'une longueur totale de 27,6 km, prend sa source dans la commune, traverse huit communes française, puis pousuit son cours dans le Land de Rhénanie-Palatinat en Allemagne où il conflue avec le Schwarzbach.
Le Falkensteinbach, d'une longueur totale de 27,2 km, prend sa source dans la commune  et se jette  dans la Zinsel du Nord à Gundershoffen, après avoir traversé huit communes.

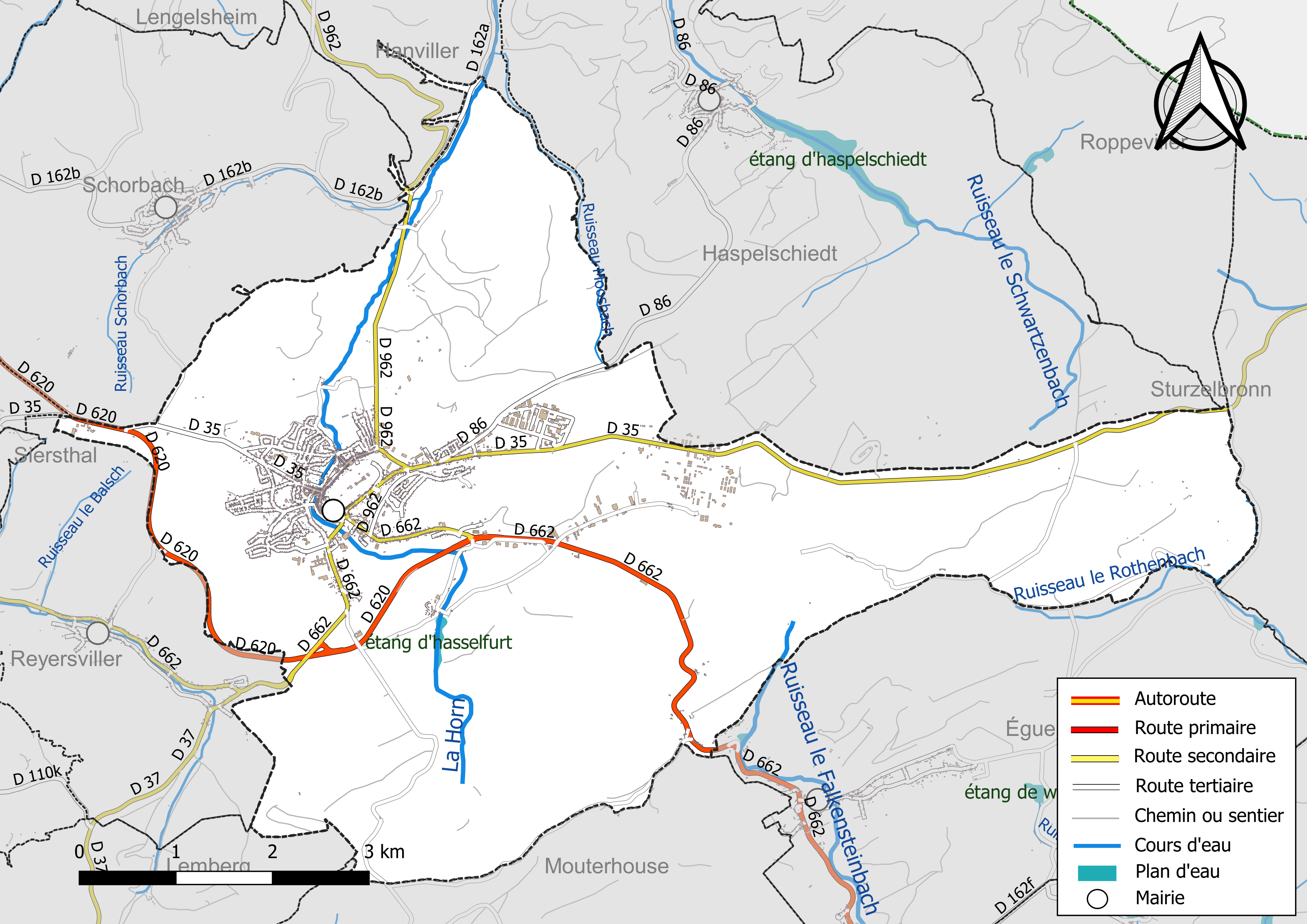
Réseaux hydrographique et routier de Bitche.

La qualité des eaux des principaux cours d’eau de la commune, notamment de la Horn et du ruisseau le Falkensteinbach, peut être consultée sur un site dédié géré par les agences de l’eau et l’Agence française pour la biodiversité. Ainsi en 2019, dernière année d'évaluation disponible en 2022, l'état écologique de la Horn était jugé moyen (jaune).

### Climat
Pour des articles plus généraux, voir Climat du Grand Est et Climat de la Moselle.
En 2010, le climat de la commune est de type climat des marges montargnardes, selon une étude du Centre national de la recherche scientifique s'appuyant sur une série de données couvrant la période 1971-2000. En 2020, Météo-France publie une typologie des climats de la France métropolitaine dans laquelle la commune est exposée à un climat semi-continental et est dans la région climatique  Vosges, caractérisée par une pluviométrie très élevée (1 500 à 2 000 mm/an) en toutes saisons et un hiver rude (moins de 1 °C).
Pour la période 1971-2000, la température annuelle moyenne est de 9,7 °C, avec une amplitude thermique annuelle de 17,2 °C. Le cumul annuel moyen de précipitations est de 864 mm, avec 11,6 jours de précipitations en janvier et 10 jours en juillet. Pour la période 1991-2020, la température moyenne annuelle observée sur la station météorologique de Météo-France la plus proche, « Mouterhouse », sur la commune de Mouterhouse à 8 km à vol d'oiseau, est de 10,1 °C et le cumul annuel moyen de précipitations est de 954,2 mm. 
La température maximale relevée sur cette station est de 40,4 °C, atteinte le 25 juillet 2019 ; la température minimale est de −23 °C, atteinte le 13 janvier 1987,,.
Les paramètres climatiques de la commune ont été estimés pour le milieu du siècle (2041-2070) selon différents scénarios d'émission de gaz à effet de serre à partir des nouvelles projections climatiques de référence DRIAS-2020. Ils sont consultables sur un site dédié publié par Météo-France en novembre 2022.

## Urbanisme

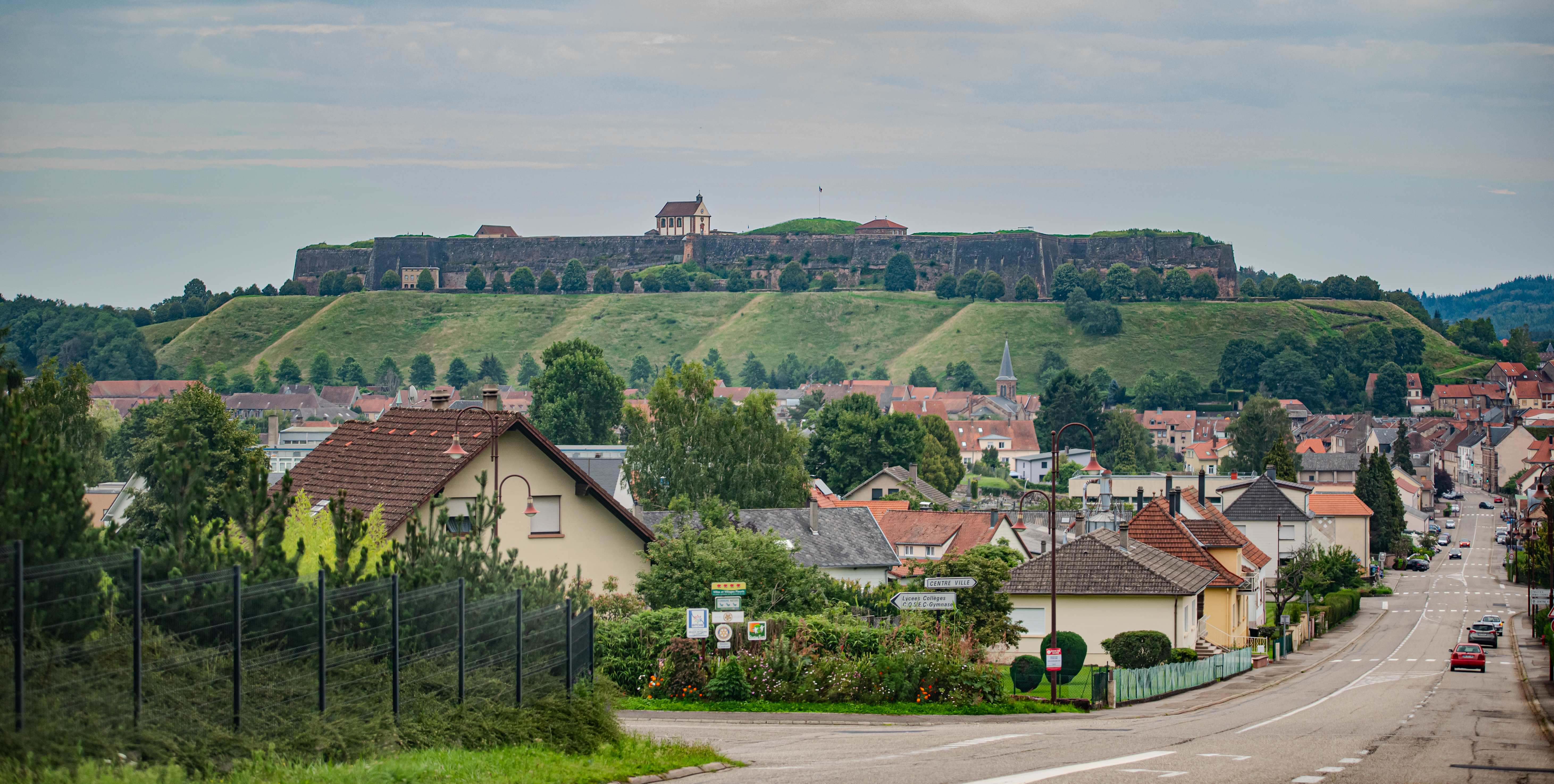
Vue sur la citadelle de Bitche, depuis le contrebas de la cuvette.

### Typologie
Au 1er janvier 2024, Bitche est catégorisée bourg rural, selon la nouvelle grille communale de densité à sept niveaux définie par l'Insee en 2022.
Elle appartient à l'unité urbaine de Bitche, une unité urbaine monocommunale constituant une ville isolée,. Par ailleurs la commune fait partie de l'aire d'attraction de Bitche, dont elle est la commune-centre,. Cette aire, qui regroupe 10 communes, est catégorisée dans les aires de moins de 50 000 habitants,.

### Occupation des sols
L'occupation des sols de la commune, telle qu'elle ressort de la base de données européenne d’occupation biophysique des sols Corine Land Cover (CLC), est marquée par l'importance des forêts et milieux semi-naturels (78,3 % en 2018), une proportion sensiblement équivalente à celle de 1990 (79,1 %). La répartition détaillée en 2018 est la suivante : 
forêts (76,2 %), prairies (7,4 %), zones urbanisées (6,7 %), zones industrielles ou commerciales et réseaux de communication (5,3 %), milieux à végétation arbustive et/ou herbacée (2,1 %), espaces verts artificialisés, non agricoles (1,7 %), terres arables (0,5 %). L'évolution de l’occupation des sols de la commune et de ses infrastructures peut être observée sur les différentes représentations cartographiques du territoire : la carte de Cassini (XVIIIe siècle), la carte d'état-major (1820-1866) et les cartes ou photos aériennes de l'IGN pour la période actuelle (1950 à aujourd'hui).

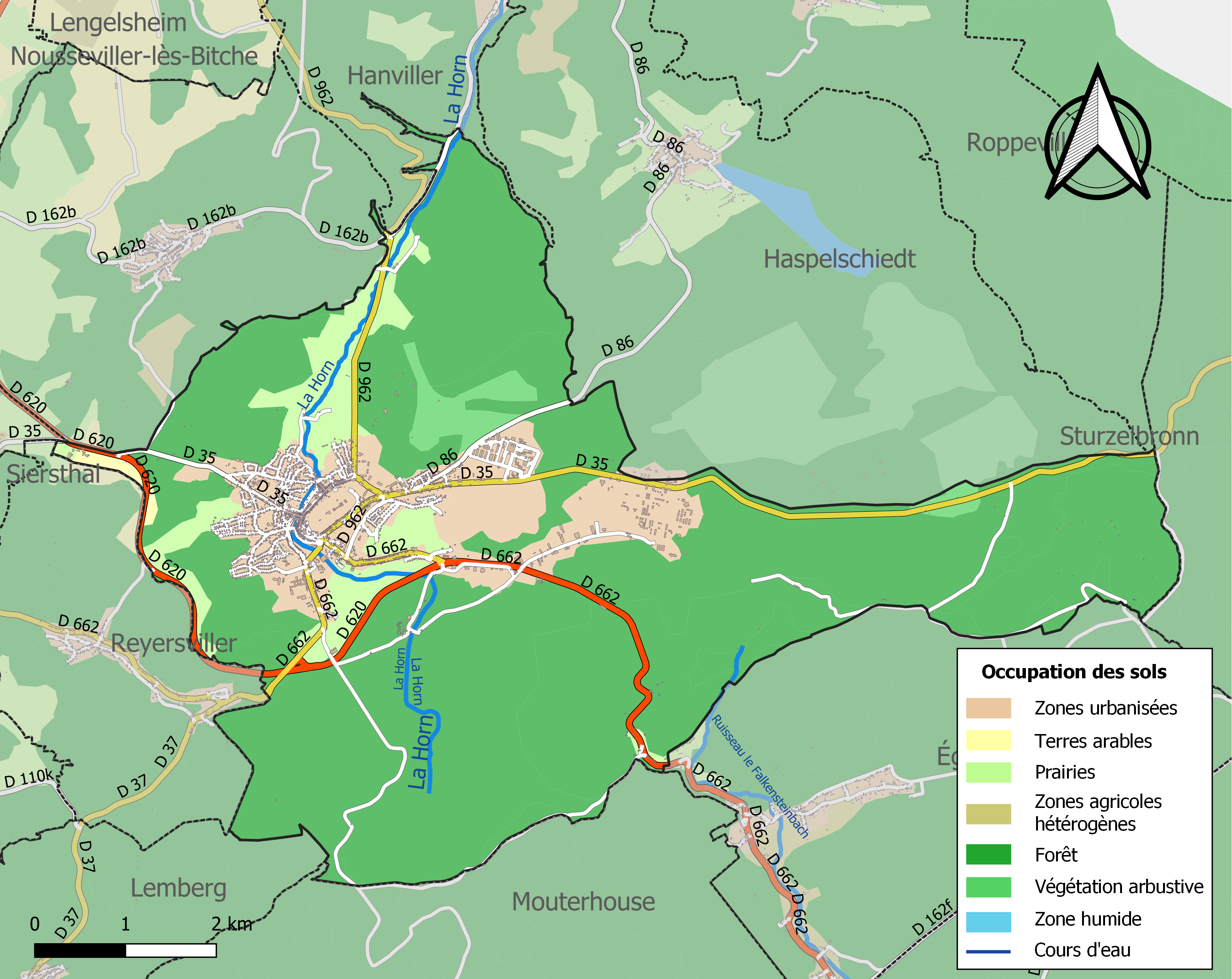
Carte des infrastructures et de l'occupation des sols de la commune en 2018 (CLC).

### Voies de communications et transport
- Fluo Grand Est.

La communauté de communes est devenue Autorité organisatrice de la mobilité (AOM).

#### Réseau routier
Le pays de Bitche est traversé d’est en ouest par l’ex-RN 62 (RD 662 depuis 2006) reliant Haguenau à Deux-Ponts puis à Sarreguemines, et dont la portion Niederbronn — Bitche est construite entre 1824 et 1826.
La ville se trouve à 10 km de Volmunster, à 14 km de Rohrbach-lès-Bitche, à 23 km de Niederbronn-les-Bains, à 28 km de Deux-Ponts et à 47 km de Wissembourg. Bitche est à 26 km de l’échangeur no 30 de l'autoroute allemande 8.

#### Réseau ferroviaire
La ligne de chemin de fer reliant Haguenau à Sarreguemines est construite entre 1866 et 1869. La section de Bitche à Niederbronn n’est plus desservie depuis 1996. La section de Bitche à Sarreguemines est également fermée, à la suite d'un glissement de terrain, depuis 2011.
La desserte ferroviaire de la commune a été remplacée par des autocars TER en direction de Niederbronn, Haguenau et Sarreguemines.

## Toponymie

### Bitche
- Anciennes mentions[23],[24] : Bytis-Castrum (1172) ; Bites (1196) ; Bitch (1203) ; Bichem (1203) ; Vites (1205) ; Bytis (1207) ; Bittes (1225) ; Bitches (1238) ; Biches (1286) ; Bitsch, Bitsche (1297) ; Bitis (1298) ; Bitze (1320) ; Bitchen (1321) ; Biche (1390) ; Bitses (1394) ; Pitsch (1479) ; Bich, Bisch (1488) ; Bischt (1494) ; Bittsch (1592) ; Bitch (1611) ; Bitche (1793) ; Bitsch (1871-1919 et 1940-1945).

- En allemand standard et en francique lorrain : Bitsch[25]. En latin : Bidiscum ou Bichium. Anciennement en français : Biche.
- Sobriquet des habitants : Bitscher Rampartritscher (ceux qui glissent sur les remparts)[26].

### Wolfsgarten
- La Cense aux Loups est attestée sous les formes : Volfgarten, Volfsgarten (1755) ; Wolfgarten (carte de l'état-major) ; La cense de Volffgarthen (Ord. de Lorr. XII.417)[24].

## Histoire
L’histoire de la ville est indissociable de celle de la forteresse qui la surplombe.
Après la construction du château, résidence des comtes de Deux-Ponts-Bitche, qui prend au fil des siècles de l’importance, trois agglomérations d’inégale importance se forment à son pied, lesquelles formeront plus tard la ville de Bitche, entourée très tôt d’une muraille et percée de deux portes.
Au cours de la guerre de Trente Ans, les troupes de Gustave II Adolphe de Suède, n'ayant pas réussi à s’emparer du château, réduisent la ville en cendres.
La reconstruction, qui dure des décennies, est constamment interrompue par les incessants conflits franco-lorrains qui ravagent la région.
Après avoir été prise par les troupes françaises, en 1679, durant la guerre de Hollande, la ville est annexée par le royaume de France en 1680. Vauban, chargé de la construction de nouveau château de Bitche, fait entourer les bourgs de Kaltenhausen et de Rohr d’une enceinte bastionnée qu’il adosse à la forteresse, créant ainsi une véritable place forte qui prend le nom de Bitche. Profitant des facilités accordées par Louis XIV de France aux nouveaux colons, de nombreux immigrés de langue française viennent se fixer à Bitche, ville de tradition germanophone.
Ce flux d’immigration est stoppé par le traité de Ryswick en 1697 qui oblige la France à rétrocéder la Lorraine à son propriétaire légitime, le duc de Lorraine et de Bar Léopold Ier (1679-1729). Celui-ci fait appel à des Tyroliens, des Suisses, des Wurtembergeois, des Luxembourgeois, population germanophone qui prend la relève.
Les vides entre les constructions se comblent de sorte qu'une rue principale d’un seul tenant traverse la ville d’ouest en est, en forme de demi-lune, de l’actuelle porte de Strasbourg jusqu’à l’actuelle rue du Bastion.

### Domination française

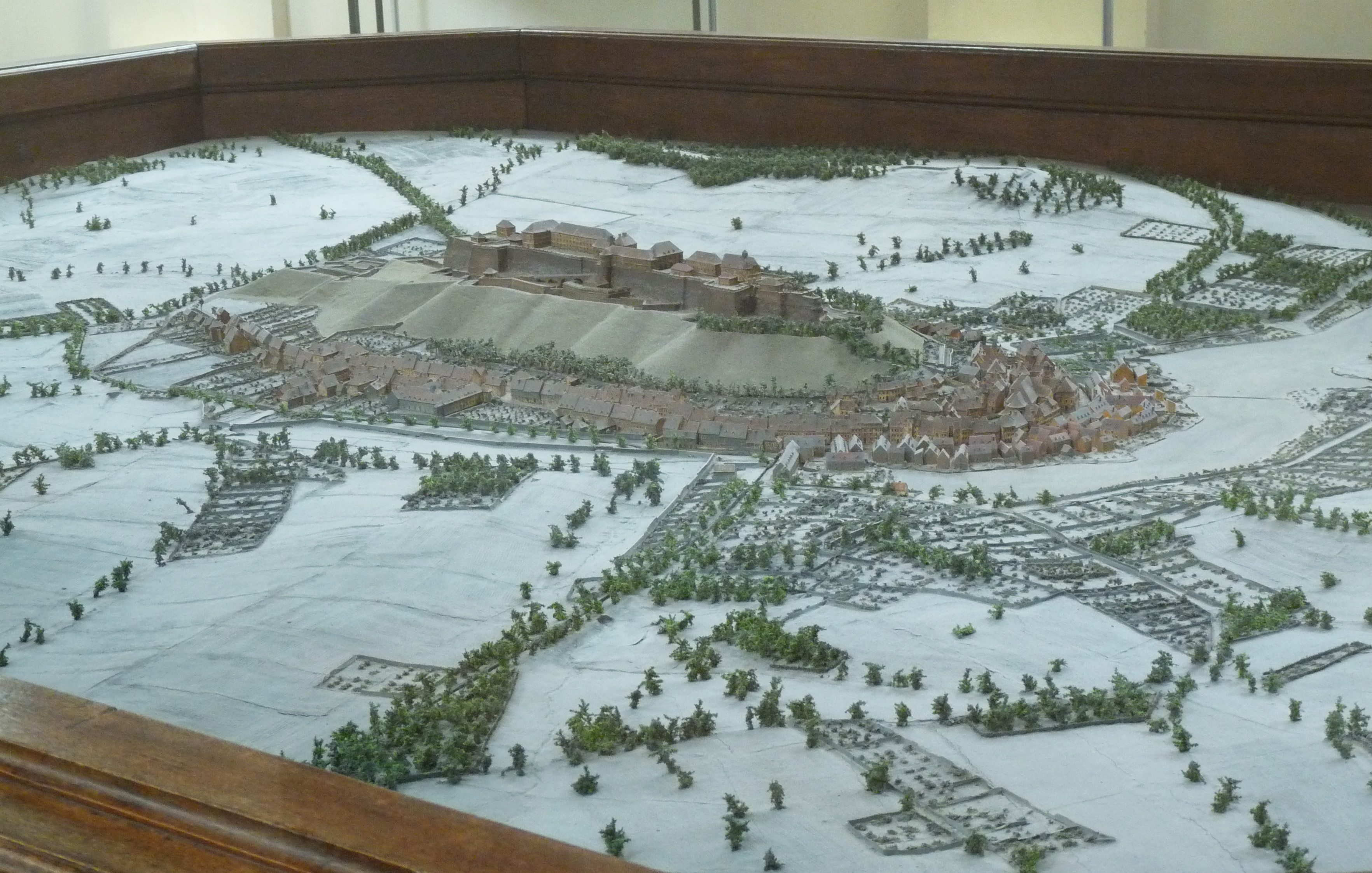
Plan-relief de 1794.

Après la cession de la Lorraine et du Barrois par le duc François III au roi détrôné de Pologne Stanislas Ier, beau-père de Louis XV, lorsque les Français reviennent à Bitche en 1738 pour refortifier la cité, une nouvelle étape est franchie. La ville s’étend de plus en plus vers le nord-est et voit s’édifier en son sein des maisons bourgeoises et des hôtels, signe d’une prospérité certaine, ainsi que des bâtiments militaires, comme l’hôpital, actuel bâtiment Rocca, et des casernes, qui seront détruites après 1945. C’est à cette époque que les Augustins ouvrent à Bitche le premier collège d’enseignement secondaire d’où sortira par la suite une forte proportion des notables de la Lorraine germanophone.
Le dialecte local est un dialecte du moyen allemand, une variété du Westmitteldeutsch, ou moyen allemand occidental, le francique rhénan lorrain.
L’église paroissiale Sainte-Catherine est construite en 1774-1775 pour remplacer une petite chapelle datant de 1683, qui est devenue trop exiguë.
Au milieu du siècle suivant, Bitche ayant été classée place forte de première classe (1850), voit sa défense renforcée. On l’entoure d’une nouvelle enceinte et on construit le fort Saint-Sébastien, complété par un camp retranché, ainsi que la voie ferrée Sarreguemines-Haguenau en 1868—1869. Tous ces travaux attirent une forte main-d’œuvre à Bitche dont le commerce local tire un large bénéfice.
Le commandant Louis-Casimir Teyssier, responsable de la place de Bitche, tient un siège face à l’assaillant allemand du 8 août 1870 au 26 mars 1871. La ville est bombardée du 23 août au 21 septembre 1870. Un blocus est mis en place du 25 septembre 1870 au 25 mars 1871. Le bilan du siège est de cent-quatre-vingt-six morts français et de vingt-trois morts allemands. Le commandant Teyssier remet les clés de la place à son homologue allemand le 26 mars 1871, après un siège héroïque. Le commandant et les troupes françaises quittent la place avec les honneurs de la guerre, dispensés d’avoir à défiler devant les troupes allemandes.

### Domination allemande

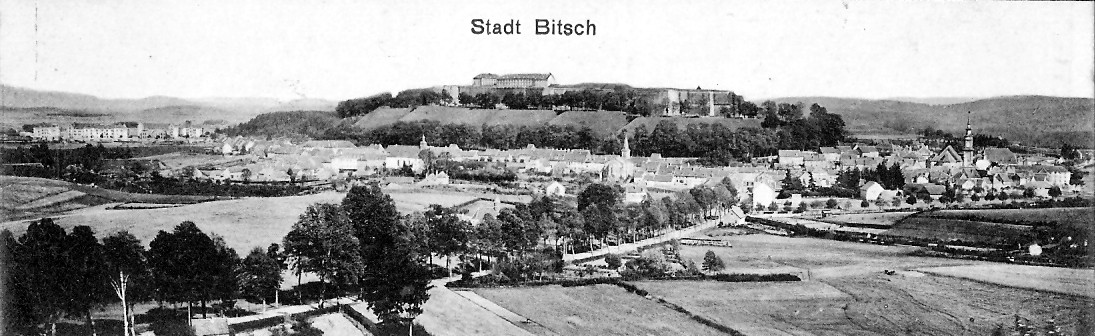
Bitche vers 1903.

Le 10 mai 1871 est signé le traité de Francfort, enlevant à la France l’Alsace, sauf Belfort, et une partie de la Lorraine : les territoires qui formeront par la suite le département de la Moselle et même quelques communes vosgiennes. La partie de la Lorraine annexée inclut donc l’arrondissement de Sarreguemines dont Bitche fait partie. Pour renforcer l’importance stratégique de Bitche, un champ de manœuvres et de tirs est constitué en 1900 à proximité de Bitche. Lorsque la guerre éclate en 1914, les Bitchois partent se battre sous l’uniforme allemand sur les différents champs de bataille européens : la Première Guerre mondiale voit tomber ainsi quarante-huit Bitchois au champ d’honneur. L’armistice du 11 novembre 1918 fait repasser Bitche à la France après quarante-sept années de souveraineté allemande.

### Retour à la France
Le 22 novembre 1918, onze jours après l’Armistice, la population bitchoise accueille les troupes françaises emmenées par le général Puyperoux. Le 22 août 1919, le président de la République Raymond Poincaré visite Bitche pour remettre officiellement à la ville la Légion d'honneur. Poincaré n’est pas le seul personnage célèbre à venir à Bitche après la Première Guerre mondiale puisque le maréchal Pétain visite également la ville le 17 octobre 1921.
En 1930 commence la construction de la ligne Maginot destinée à protéger les frontières de l’est d’une nouvelle invasion allemande. Cette gigantesque ligne de défense va donner à Bitche un caractère militaire sans précédent, notamment par l’édification d’une ligne fortifiée avec d’énormes réseaux souterrains qui occupent des centaines d’ouvriers, donnant du travail à toute la population du pays de Bitche. Inexpugnable dans le passé grâce à sa citadelle, Bitche va garder sa renommée par la ligne Maginot. La ville reçoit la visite d’André Maginot le 8 septembre 1931.

### Seconde Guerre mondiale
Le 1er septembre 1939, deux jours avant la déclaration officielle de la guerre de la France à l’Allemagne, est le jour du départ pour les Bitchois vers la Charente. C’est ainsi que la vie des réfugiés bitchois se déroule au sein des Charentais jusqu’à l’arrivée des troupes allemandes quelques jours précédant l’armistice de 1940. Peu de temps après l’arrivée des Allemands en Charente durant l’été 1940, il est signifié à la population réfugiée de Bitche qu’il leur est permis de regagner leur ville.
Le département de la Moselle est annexé de facto le 30 novembre 1940, à la Sarre et au Palatinat pour former la nouvelle province du Westmark. Installée à l’hôtel de Metz, la Gestapo se charge des fouilles, des enquêtes et des interrogatoires. Le Gauleiter Josef Bürckel fait un discours à Metz, dans lequel il proclame l’épuration politique totale et l'institution du service militaire obligatoire. Le sort de la ville et de la région est désormais lié à celui du Troisième Reich.
Le ralentissement de la progression américaine et le retour des autorités nazies à Bitche le 3 septembre 1944 dissipent l’espoir de la libération de la ville. Les combats entre les troupes allemandes et américaines dans la région de Bitche débutent le 3 décembre 1944. Les troupes US appartiennent à la 100e Division d’Infanterie de la 7e Armée. Cette division est communément appelée la Century Division. Le mardi 5 décembre 1944, les premiers obus américains s’abattent sur Bitche, et la population se réfugie immédiatement dans les caves. Ces bombardements vont se poursuivre durant cent-trois jours, avec intensité au début et à la fin et sporadiques entretemps qui marquera durablement les habitants terrés dans leurs caves.
Dès que le front s’éloigna de Bitche, une trentaine d’agents de la Gestapo, une vingtaine de gendarmes nazis, un Kreisleiter et un Landrat, installés dans les caves de l’hôtel de Metz, reviennent une nouvelle fois s’installer en ville. Cette situation dure jusqu’au 13 mars 1945, date à laquelle le commandement américain fixe les modalités de son offensive du printemps : lors de l'opération Undertone, il est prévu d’attaquer au centre du front bitchois, de se déplacer à l’est, de prendre la ville de Bitche, de neutraliser le plateau dominant la ville et ensuite de prendre le Bitche-Camp. Ce jour, les unités US prennent leurs nouvelles positions d’attaque. Les troupes allemandes, réalisant qu’il est inutile de résister, désertent Bitche dans la soirée du 15 mars 1945. À six heures du matin, le 16 mars, la compagnie E du 398e Régiment d’Infanterie US entre dans Bitche.
Autre conséquence de la Seconde Guerre mondiale, le canton de Bitche montre une baisse démographique de 41,9 % par rapport à la population de 1936. Les cicatrices des combats mettront encore de longues années à disparaître de la ville de Bitche et des villages voisins.

### Garnison
Bitche est une ville de garnison avec, en 2014, la présence d'un Centre de formation initiale des militaires du rang (CFIM) et du 16e bataillon de chasseurs à pied installé au Quartier Driant (ancien Quartier Pagezy jusqu'en 2013) et au camp de Bitche.
Depuis 1976, Bitche était le siège du 57e régiment d’artillerie. Elle avait déjà vu, en 1997, la dissolution du 4e régiment de cuirassiers, ainsi que du « Groupement de camp, le 128e régiment d'infanterie ». Le 24 juillet 2008, la dissolution du 57e RA est annoncée dans le cadre de la réorganisation de la défense par le Premier ministre François Fillon. Cette annonce suscite la colère des habitants de Bitche qui va perdre son statut de ville de garnison.
Le 7 février 2009, après des mois de lutte intense, les habitants de Bitche et leurs élus respirent : le ministre de la Défense annonce qu’un régiment de taille équivalente va remplacer le 57e régiment d’artillerie.
Il s’agit du 16e bataillon de chasseurs à pied, anciennement basé à Saarburg (Rhénanie-Palatinat, Allemagne) à compter de 2010. La présence de ce bataillon a permis de maintenir l'activité du camp de Bitche. L'existence de ce camp et des moyens de soutien de la base de défense ont permis l'installation, en 2010, du centre de formation initiale des militaires du rang de la Brigade de renseignement (CFIM BR).

## Politique et administration

### Situation administrative

Situation du canton de Bitche (rouge) au sein de la Moselle (gris).

Depuis 1802, Bitche est rattachée à l'arrondissement de Sarreguemines. La commune dépend de la cinquième circonscription de Moselle.
La ville est le chef-lieu du canton de Bitche (46 communes pour près de 35 000 habitants). Selon le principe de parité, deux conseillers départementaux - une femme, un homme - sont nécessairement issus des suffrages. À la suite des élections départementales des 22 et 29 mars 2015, les représentants auprès du conseil départemental de la Moselle sont Anne Mazuy-Harter (DVD) et David Suck (UDI), ancien vice-président du conseil général.

### Instances judiciaires et administratives
Dans le ressort de la Cour d'appel de Metz, Bitche relève du tribunal de grande instance, du tribunal d'instance, du tribunal pour enfants et du bureau foncier de Sarreguemines, de la Cour d'Assises de Moselle, du tribunal administratif de Strasbourg et de la cour administrative d'appel de Nancy.
La commune dispose de sa communauté de brigades (COB), une circonscription de gendarmerie.

### Intercommunalité

Situation de la C.C. du Pays de Bitche (rouge) au sein de la Moselle (gris).

Bitche est le chef-lieu de la communauté de communes du Pays de Bitche (CCPB) qui regroupe en son sein trente-sept communes. Les six délégués de Bitche pour cette structure intercommunale sont le maire Gérard Humbert et les conseillers municipaux Maria Merckel, Pascal Leichtnam, Marie-Madeleine Christen, Gérard Missler et Francis Vogt ; ce dernier en est même le président depuis 2009.
Parmi ses nombreuses compétences, la CCPB gère le gymnase et le plateau sportif du collège Kieffer, la piscine et la médiathèque Rocca, le gymnase et le plateau sportif du collège de Lemberg, le site du Simserhof au Légeret, le site verrier de Meisenthal, le musée du Sabotier de Soucht, le site du moulin d'Eschviller, la collecte des ordures ménagères, l’entretien des cours d’eau et le développement touristique. Le siège administratif et les bureaux de la CCPB se situent à Bitche, au 4 rue du Général Stuhl.

### Liste des maires
| Période                                  | Période      | Identité              | Étiquette        | Qualité                                                                  |
| ---------------------------------------- | ------------ | --------------------- | ---------------- | ------------------------------------------------------------------------ |
| Les données manquantes sont à compléter. |              |                       |                  |                                                                          |
| 1923                                     |              | Louis Remy            |                  |                                                                          |
| 1938                                     |              | Paul Fischer          |                  |                                                                          |
| 1945                                     |              | Léon Schell           |                  |                                                                          |
| 1946                                     |              | Eugène Lehmann        |                  |                                                                          |
| juin 1947                                |              | Joseph Lang           |                  |                                                                          |
| mars 1959                                |              | Pierre Wantzenriether |                  |                                                                          |
| mars 1971                                |              | Frédéric Greiner      |                  |                                                                          |
| mars 1977                                | juin 1995    | Joseph Schaefer       | DVD              | Notaire Conseiller général du canton de Bitche (1979 → 1998)             |
| juin 1995                                | mai 1998     | Pierre Foeglé         | SE               |                                                                          |
| mai 1998                                 | mars 2001    | Joseph Schaefer       | DVD              | Notaire                                                                  |
| mars 2001                                | mars 2008    | Edmond Stenger        | DVG              | Magistrat honoraire                                                      |
| mars 2008                                | juillet 2020 | Gérard Humbert        | DVD puis UDI     | Enseignant retraité Conseiller général du canton de Bitche (2011 → 2015) |
| juillet 2020                             | En cours     | Benoît Kieffer        | EM puis Horizons | Notaire Assistant                                                        |

### Budget et fiscalité 2023

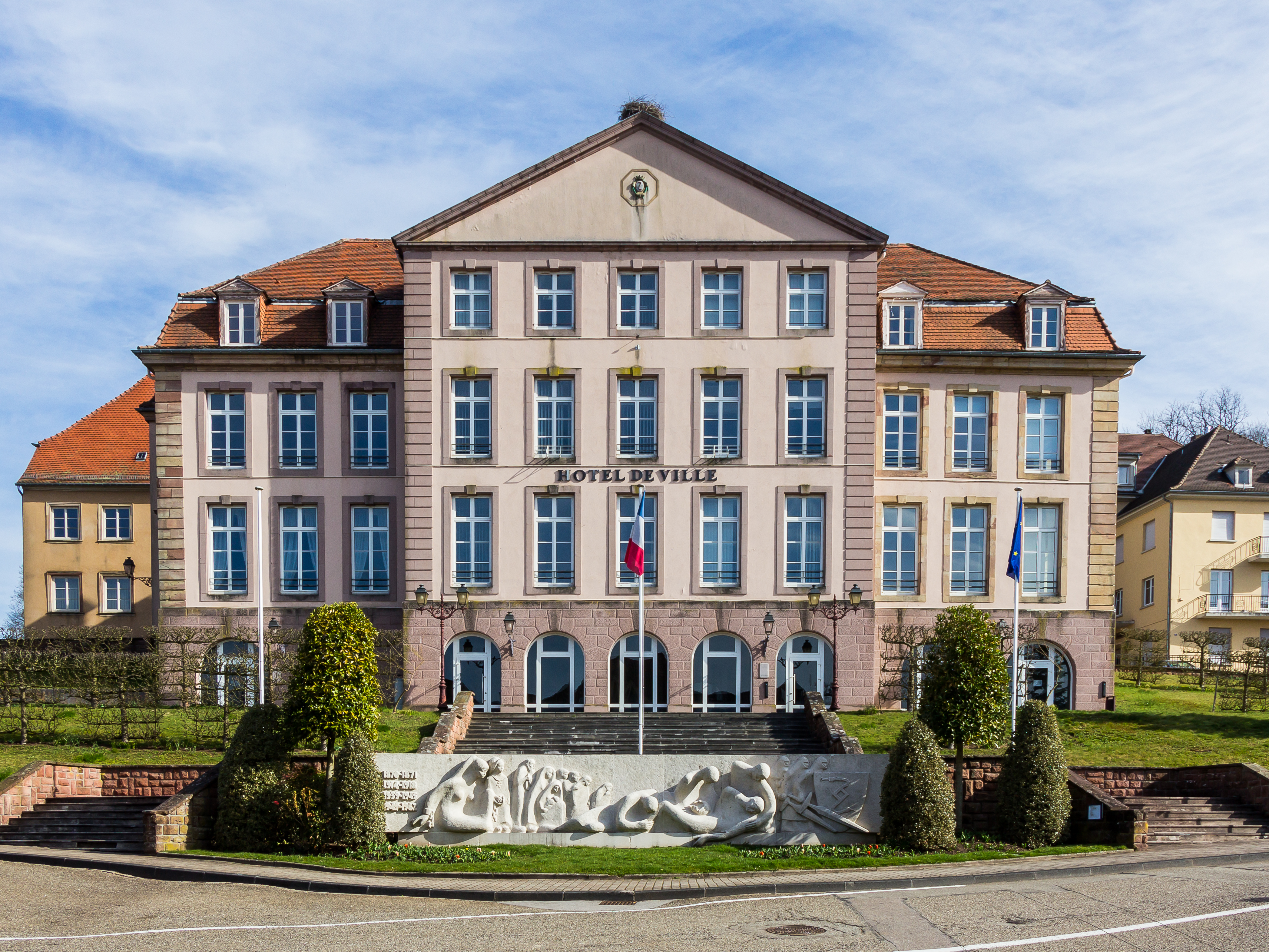
Hôtel de Ville de Bitche.

En 2023, le budget de la commune était constitué ainsi :
- total des produits de fonctionnement : 6 169 000 €, soit 1 220 € par habitant ;
- total des charges de fonctionnement : 5 483 000 €, soit 1 084 € par habitant ;
- total des ressources d'investissement : 4 342 000 €, soit 859 € par habitant ;
- total des emplois d'investissement : 4 082 000 €, soit 807 € par habitant ;
- endettement : 8 400 000 €, soit 1 661 € par habitant.

Avec les taux de fiscalité suivants :
- taxe d'habitation : 15,38 % ;
- taxe foncière sur les propriétés bâties : 32,70 % ;
- taxe foncière sur les propriétés non bâties : 76,50 % ;
- taxe additionnelle à la taxe foncière sur les propriétés non bâties : 0,00 % ;
- cotisation foncière des entreprises : 0,00 %.

Chiffres clés Revenus et pauvreté des ménages en 2021 : médiane en 2021 du revenu disponible, par unité de consommation : 19 680 €.

### Jumelages
Lebach (Allemagne) depuis 1979.

## Population et société

### Démographie

#### Évolution démographique
L'évolution du nombre d'habitants est connue à travers les recensements de la population effectués dans la commune depuis 1793. Pour les communes de moins de 10 000 habitants, une enquête de recensement portant sur toute la population est réalisée tous les cinq ans, les populations de référence des années intermédiaires étant quant à elles estimées par interpolation ou extrapolation. Pour la commune, le premier recensement exhaustif entrant dans le cadre du nouveau dispositif a été réalisé en 2004.

En 2022, la commune comptait 4 899 habitants, en évolution de −5,41 % par rapport à 2016 (Moselle : +0,52 %, France hors Mayotte : +2,11 %).
| 1793  | 1800  | 1806  | 1821  | 1836  | 1841  | 1861  | 1866  | 1871  |
| ----- | ----- | ----- | ----- | ----- | ----- | ----- | ----- | ----- |
| 2 480 | 2 339 | 2 621 | 2 698 | 3 077 | 3 033 | 2 965 | 2 740 | 3 047 |

| 1875  | 1880  | 1885  | 1890  | 1895  | 1900  | 1905  | 1910  | 1921  |
| ----- | ----- | ----- | ----- | ----- | ----- | ----- | ----- | ----- |
| 2 238 | 2 908 | 2 850 | 2 764 | 2 854 | 3 640 | 4 758 | 2 864 | 3 151 |

| 1926  | 1931  | 1936  | 1946  | 1954  | 1962  | 1968  | 1975  | 1982  |
| ----- | ----- | ----- | ----- | ----- | ----- | ----- | ----- | ----- |
| 3 486 | 5 552 | 9 342 | 3 479 | 4 401 | 4 277 | 5 004 | 5 055 | 5 648 |

| 1990  | 1999  | 2004  | 2006  | 2009  | 2014  | 2019  | 2022  | - |
| ----- | ----- | ----- | ----- | ----- | ----- | ----- | ----- | - |
| 5 517 | 5 752 | 5 674 | 5 607 | 5 415 | 5 183 | 4 951 | 4 899 | - |

### Enseignement
La commune de Bitche est rattachée à l'académie de Nancy-Metz. Cette académie fait partie de la zone B pour son calendrier de vacances scolaires, et cela depuis le redécoupage des régions françaises de 2015. Avant, elle faisait partie de la zone A.
La ville dispose de deux écoles maternelles et de deux écoles élémentaire publiques. Il y a un collège public (collège Jean-Jacques Kieffer) qui regroupe les communes de : Bærenthal, Bitche, Bousseviller, Breidenbach, Éguelshardt, Epping, Hanviller, Haspelschiedt, Hottviller, Lambach, Lengelsheim Liederschiedt, Loutzviller, Mouterhouse, Nousseviller-lès-Bitche, Ormersviller, Philippsbourg, Reyersviller, Rolbing, Roppeviller, Schorbach, Schweyen, Siersthal, Sturzelbronn, Volmunster, Waldhouse et Walschbronn. Le lycée Teyssier propose un enseignement général et technologique, alors que le lycée Albert Schweitzer est professionnel. Enfin, Bitche dispose du collège-lycée Saint-Augustin qui relève de l'enseignement privé catholique.

### Santé
Professionnels et établissements de santé :
- Médecins,
- Pharmacies,
- Hôpitaux à Bitche, Niederbronn-les-Bains, Ingwiller, Goersdorf, Sarreguemines.

### Cultes
- Culte catholique, Communauté de paroisses Saint-Bernard de Bitche[45], Diocèse de Metz[46].
- Culte protestant[47].
- Diocèse aux Armées françaises.

## Culture locale et patrimoine

### Lieux et monuments

#### Patrimoine militaire

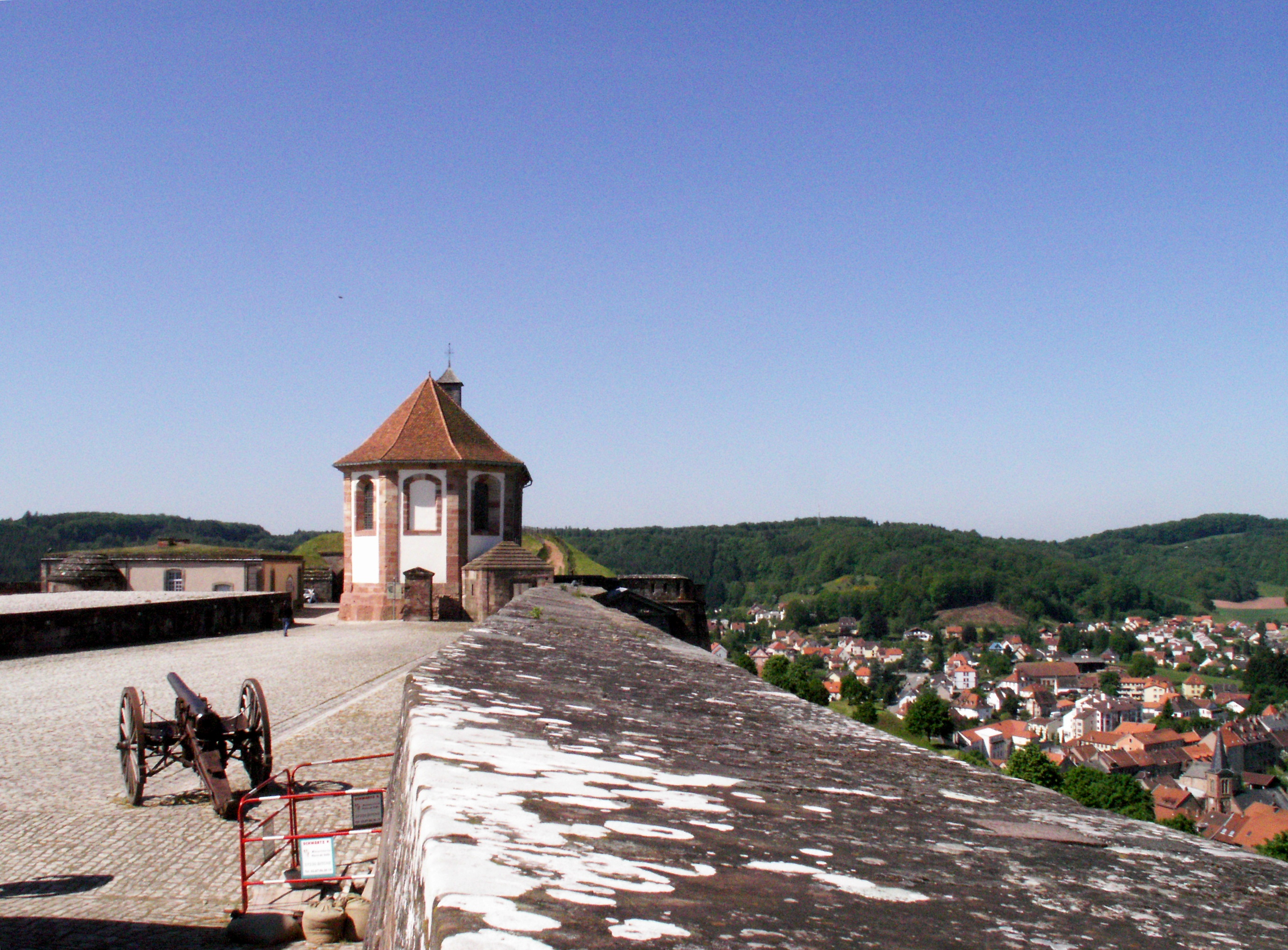
Citadelle.

- le camp militaire, créé par l’administration allemande en 1900
- la citadelle fortifiée par Vauban au XVIIIe siècle, y compris les souterrains, est classée au titre des monuments historiques par arrêté du 31 juillet 1979[48]. Son musée conserve un plan-relief de la ville datant de 1794.
- la porte de Strasbourg, seul vestige des quatre portes encerclant la ville, inscrite au titre des monuments historiques par arrêté du 13 décembre 1930[49].
- le fort Saint-Sébastien, construit en 1846.
- les vestiges des fortifications, détruites de 1871 à 1914 durant l’occupation allemande
- l’ancien hôpital militaire, en service jusqu’en 1939, aujourd'hui médiathèque, inscrit au titre des monuments historiques par arrêté du 18 décembre 1991[50].
- l'ouvrage d'infanterie de Rorhbach, dit le Fort Casso ; trois blocs de combat dont deux visitables.
- l'ouvrage du Simserhof, un des cinq plus importants ouvrages de la ligne Maginot : 5 km de galerie, PC d’artillerie, blocs de combats ; musée.

#### Patrimoine civil
- l’hôtel de ville, datant du quatrième quart du XVIIIe siècle ;
- la fontaine de la ruelle Lamberton, construite en 1766 ;
- le monument aux morts, élevé en 1967 devant l’hôtel de ville ;
- le collège Saint-Augustin, dans des locaux datant de 1925, collège semi-privé appartenant à l’évêché de Metz fermé en 2012, racheté par un groupe chinois en 2014. À la suite de nombreux travaux, il rouvrira ses portes à la rentrée scolaire 2015-2016, en devenant une université pour les Chinois ;
- la ferme Wolfsgarten (écart) ;
- le moulin Ramstein.

#### Patrimoine religieux

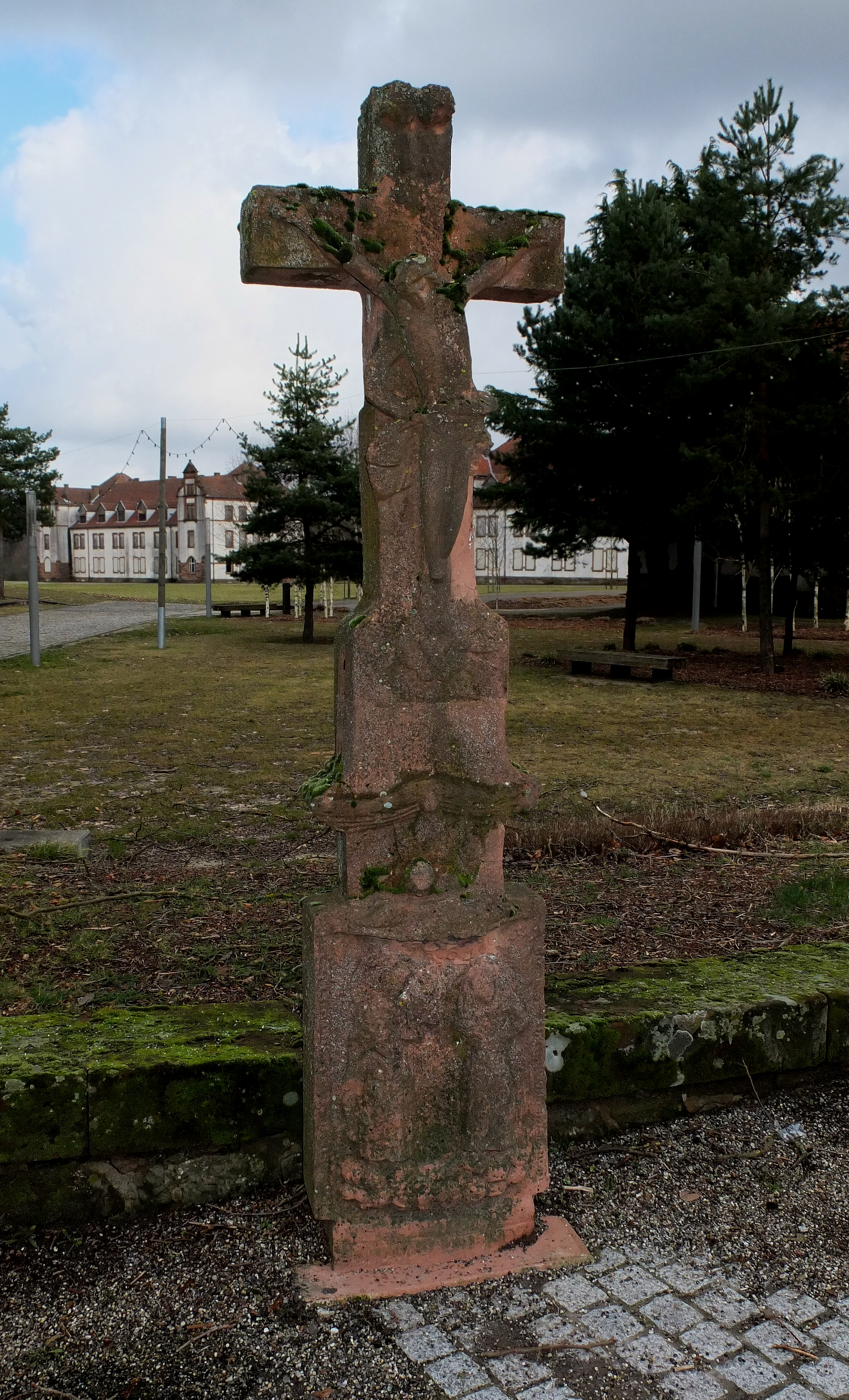
Croix de chemin (XVIIIe siècle).

- l’église Sainte-Catherine, reconstruite en 1773, reconstruite en 1871 et clocher 1897 : mausolée de Henri-François de Bombelles, gouverneur militaire à l’époque de la construction de la citadelle, qui fut particulièrement populaire.

Orgue de l'église Sainte-Catherine,.
- l’église protestante, inaugurée en 1882[53].
- la chapelle Saint-Sébastien, datant du XVe siècle.
- la chapelle de l’Étang, construite en 1698 sur un ancien oratoire qui daterait de 1515 : pietà XVIe siècle.
- la chapelle Saint-Louis, au sommet de la citadelle[54].
- la chapelle de l'hôpital Saint-Joseph[55].
- la chapelle du collège épiscopal Saint-Augustin 1933[56].
- le couvent des Capucins, avec chapelle datant de 1727 et ancêtre du collège Saint-Augustin.
- la maison Saint-Conrad, construite au XVIIIe siècle.
- la chapelle du Sacré-Cœur, au cimetière érigée à la fin du XVIIIe siècle et détruite durant la Seconde Guerre mondiale. Un nouvel édifice est reconstruit dans l'après-guerre, reprenant le même type architectural que le premier.
- la chapelle du camp militaire[57],[58].
- l'ancienne synagogue aujourd'hui désaffectée[59],[60],[61].
- plusieurs tombeaux intéressants, datant du XIXe siècle.
- les nombreux calvaires et croix de chemin[62].

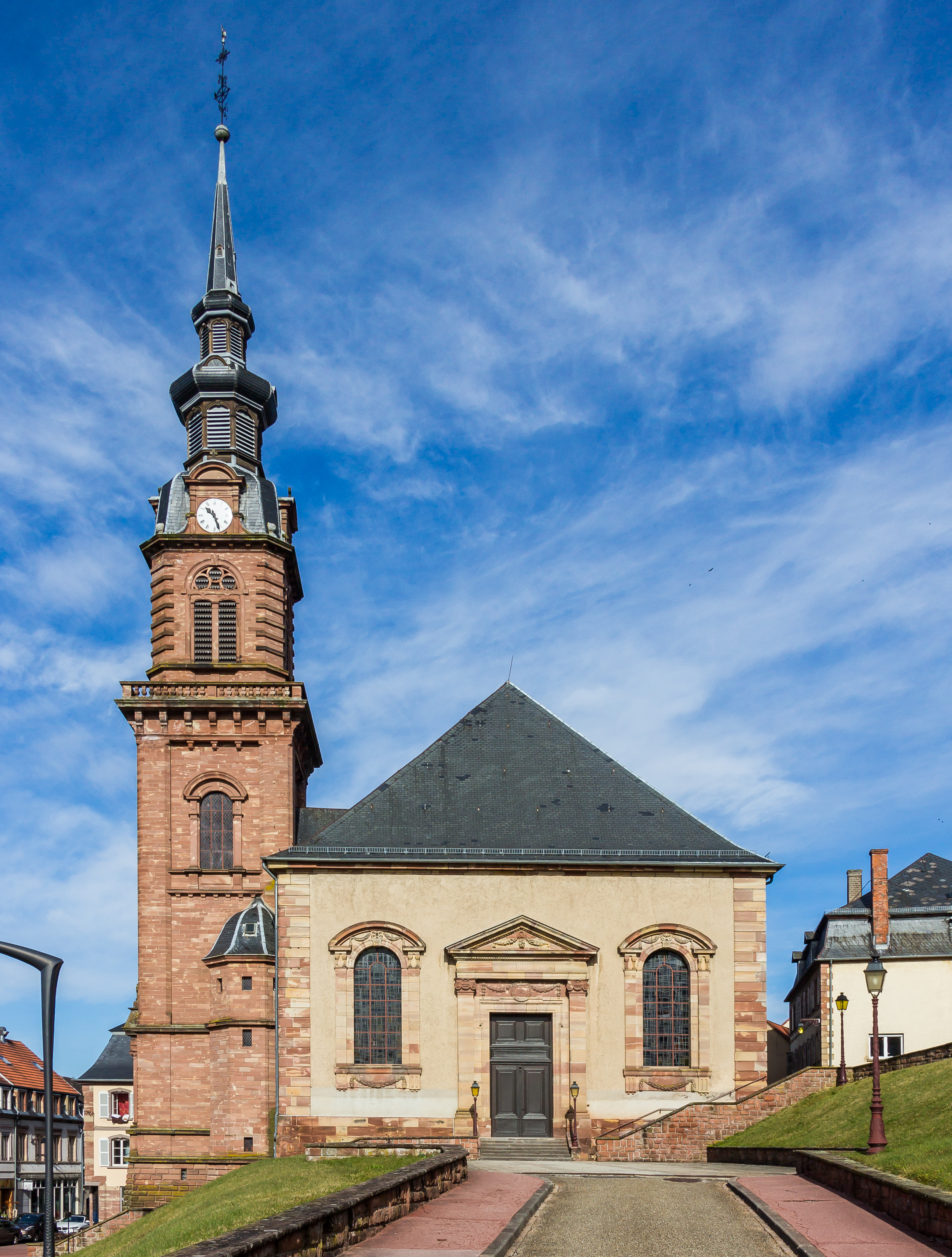
Église Sainte-Catherine.
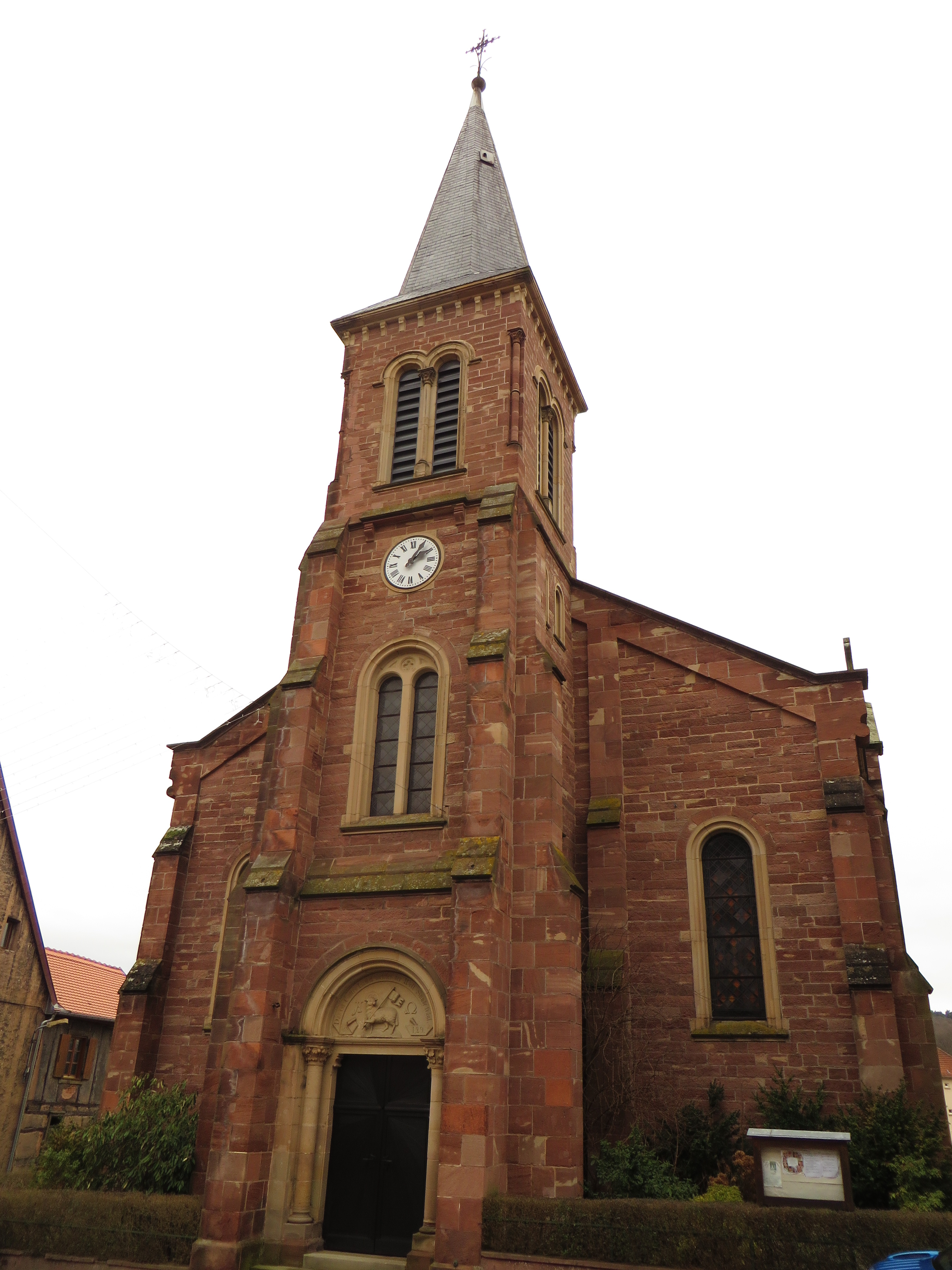
Église protestante.
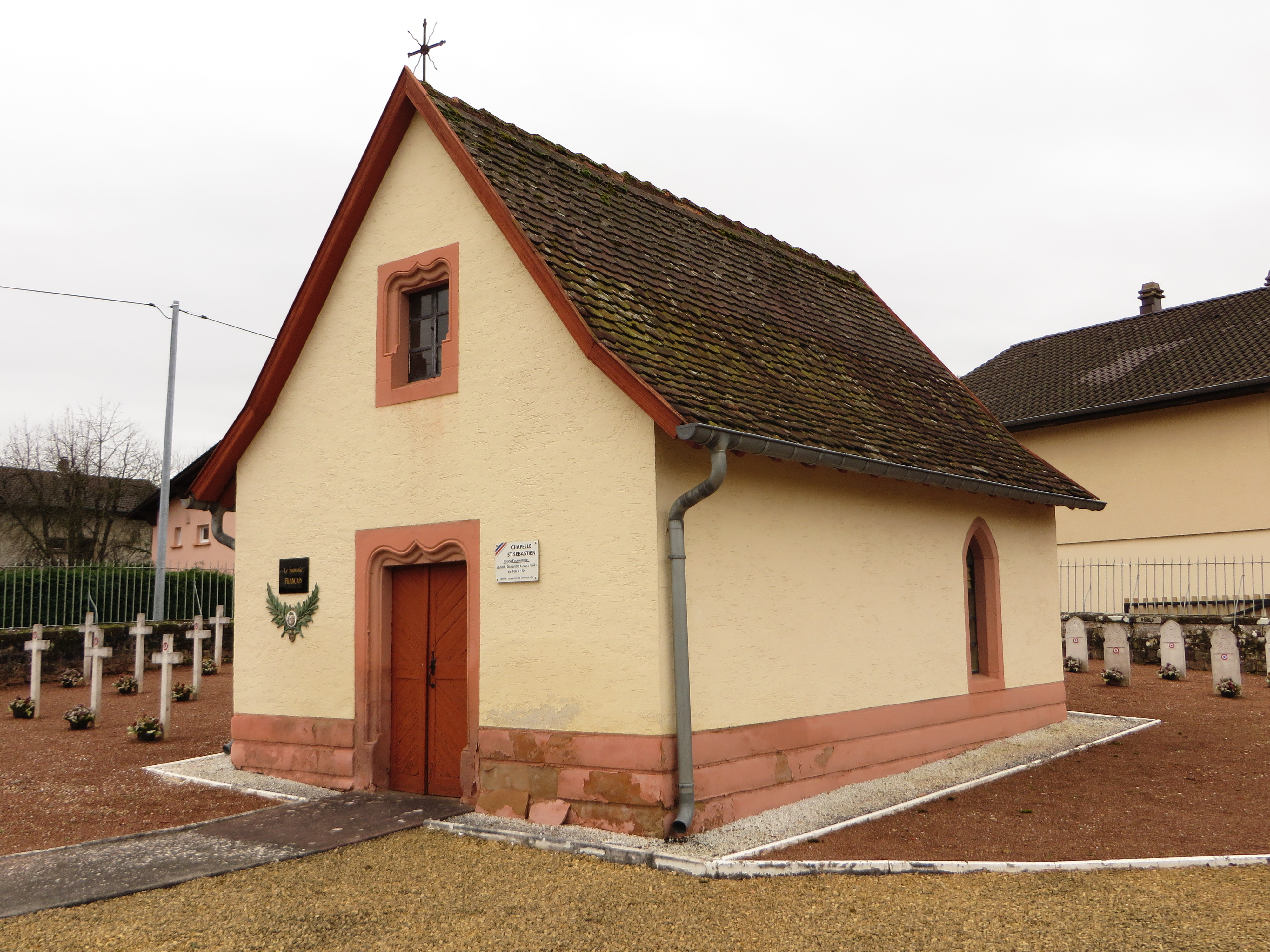
Chapelle Saint-Sébastien.
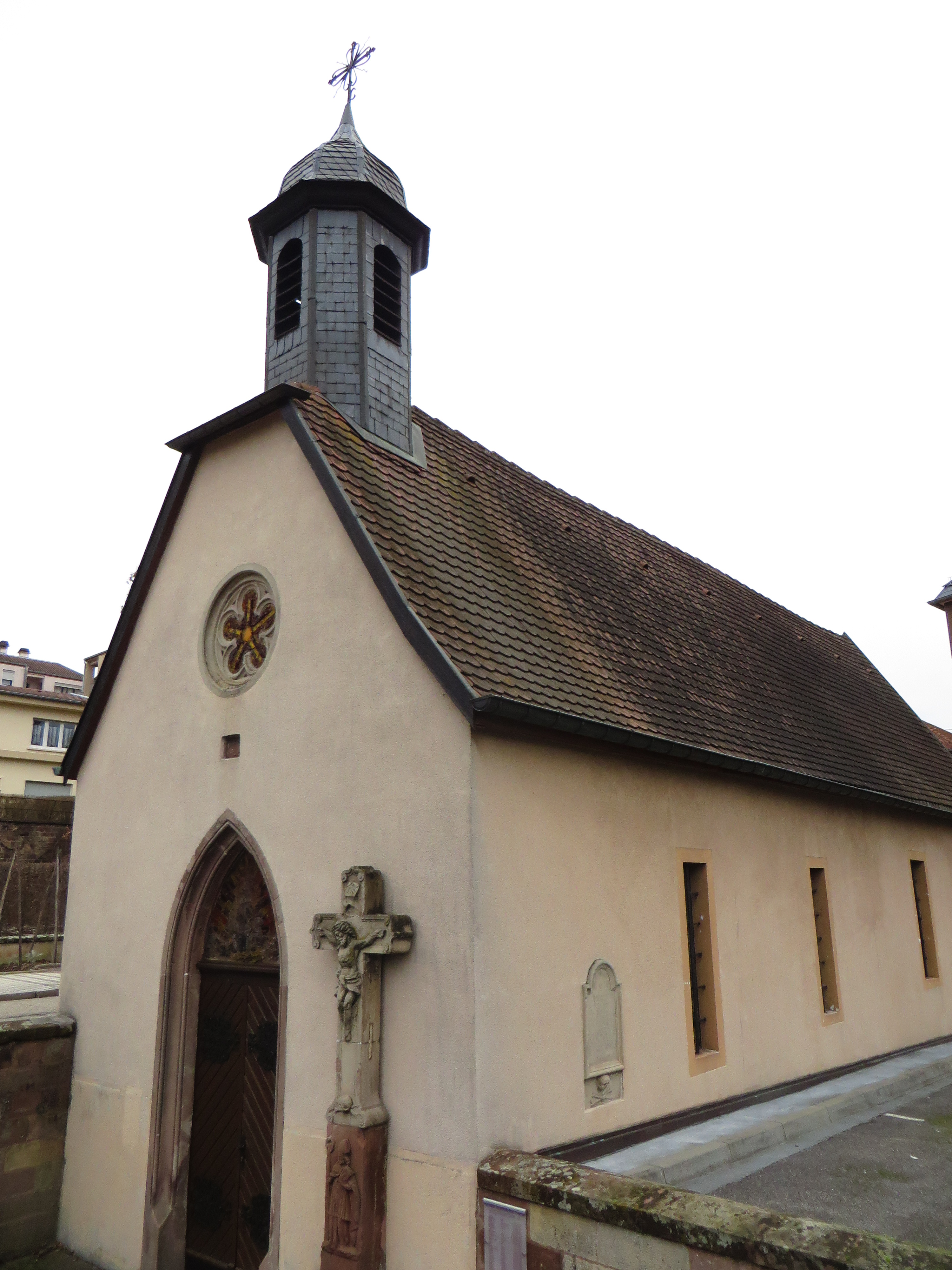
Chapelle de l'Étang.
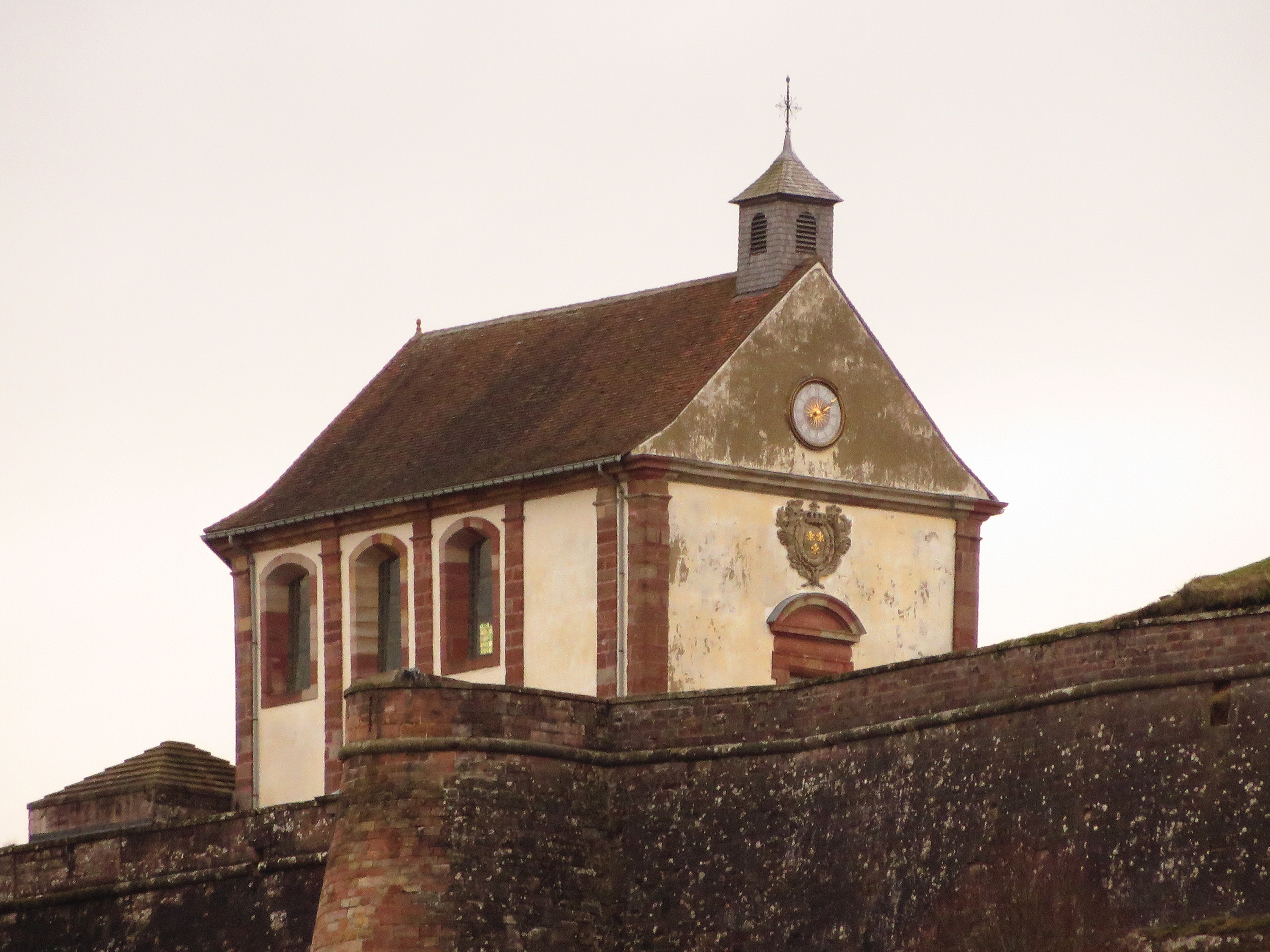
Chapelle Saint-Louis.
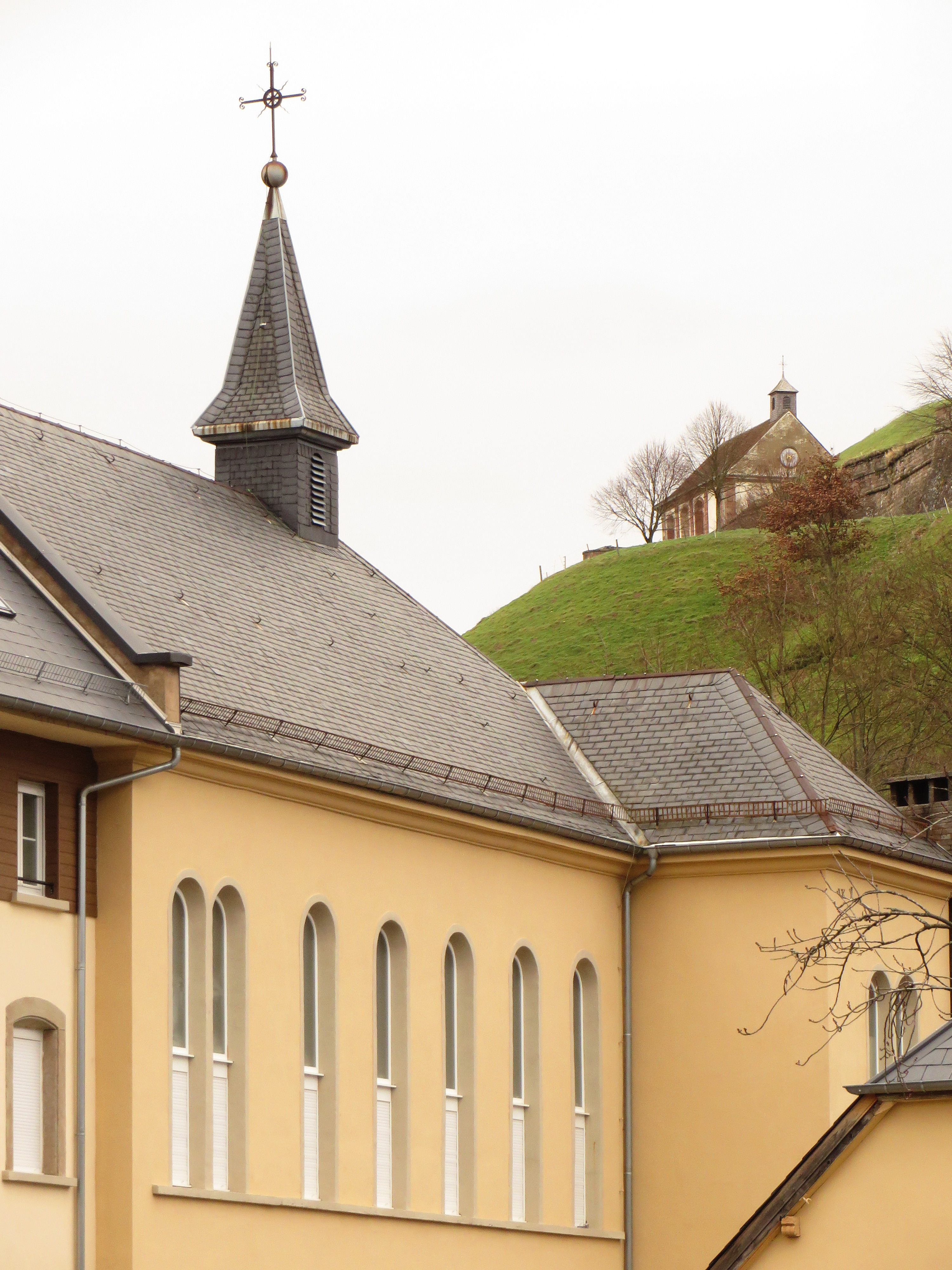
Chapelle de l'hôpital Saint-Joseph.
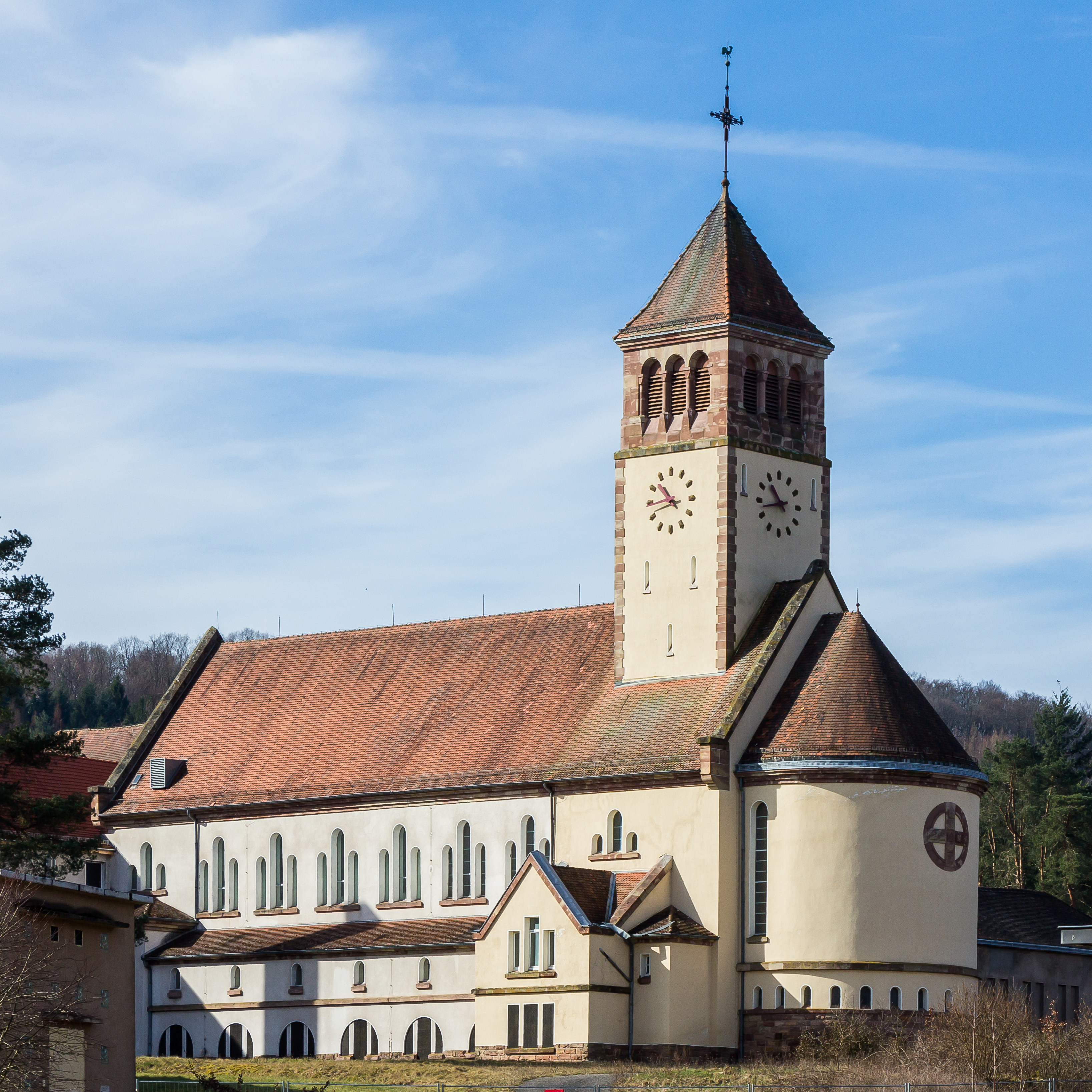
Chapelle du collège épiscopal Saint-Augustin.
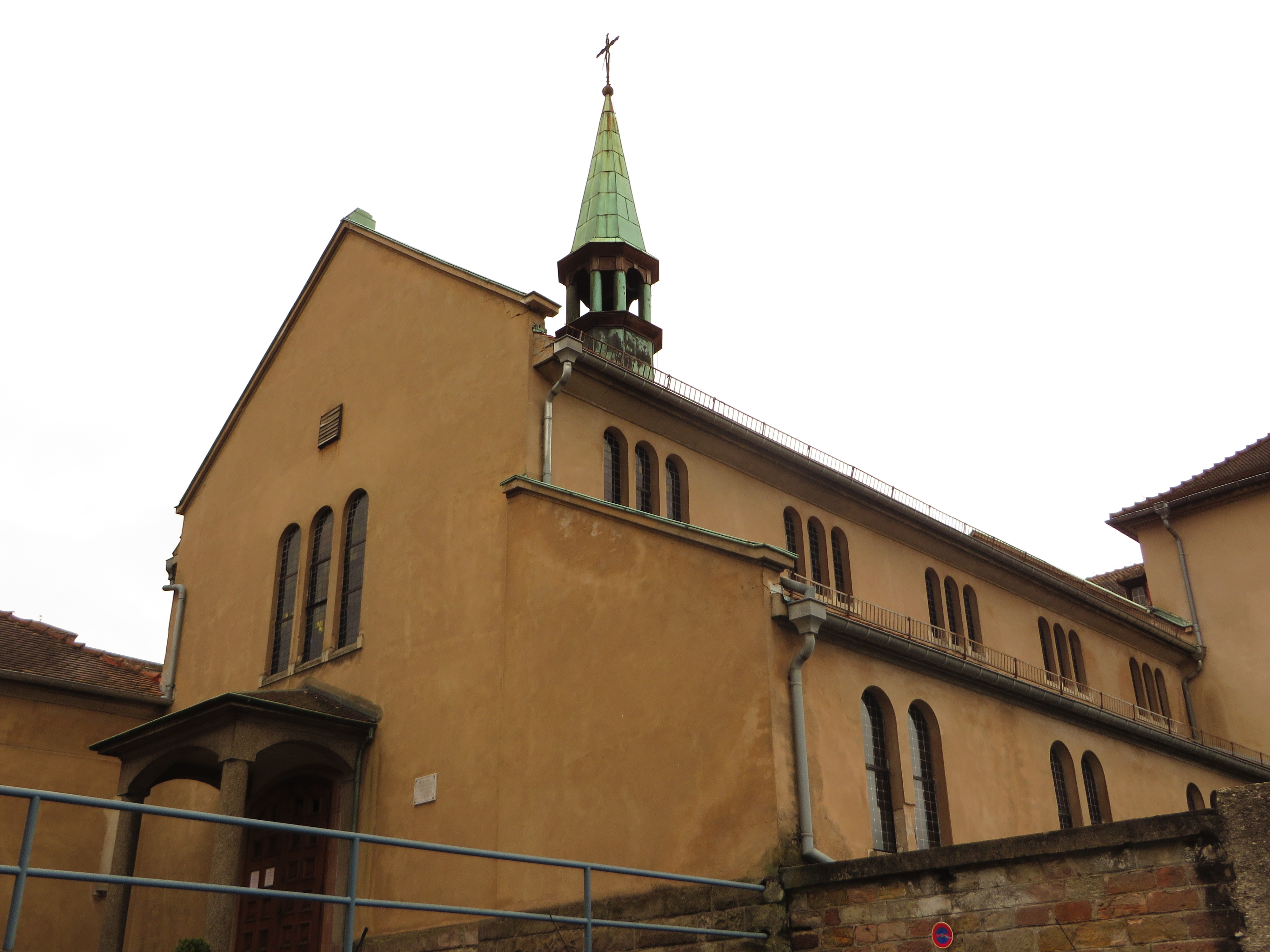
Couvent des Capucins.
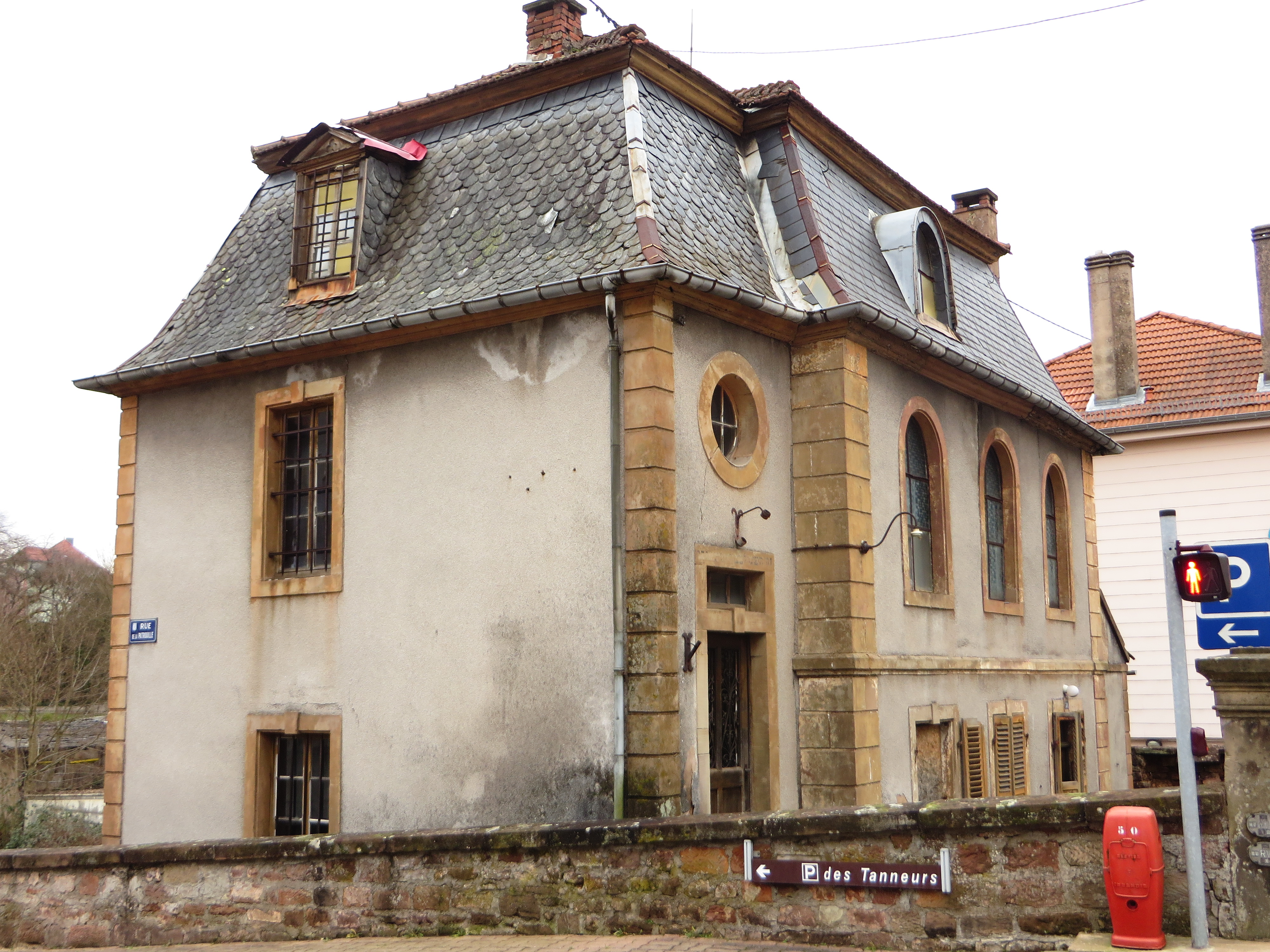
Ancienne synagogue.

### Patrimoine naturel
- l’étang de Hasselfurth et sa base de loisirs ;
- l’étang du Stadtweiher, transformé en parc municipal ;
- les innombrables et remarquables rochers du pays de Bitche et de l’étang de Hanau pour les randonneurs émérites et spécialistes :

Abrahamfels, Armsberg, Carlsfels, Dianafels, Dunkelberg, Eichelsberg, Erbsenfels, Falkenberg, Fensterfels, Gauchsberg, Geierstein, Geissenberg, Glockenfels, Hasselberg, Hausberg, Helfenstein, Hollaenderberg, Hundskopf, Indianerfels, Kachler, Kandelfels, Kohlberg, Krappenberg, Kreuzberg, Krokodilfels, Landersberg, Lattenberg, Luchsfels, Philippsfels, Pilsfels, Ranschberg, Rothenberg, Sandkopf, Schloesschen, Schnepfenfels, Speckfelse, Steinbergfels, Waldeck, Wildmannsfels, Zwillingsfels…

### Pratiques linguistiques

#### Dialecte
Sur le plan culturel, la seconde moitié du XXe siècle se caractérise par la diffusion de la langue française dans la commune et plus largement dans l'ensemble de la population alsacienne et mosellane. Depuis le traumatisme de l'occupation nazie de 1940-1945, la langue allemande et le dialecte francique sont en net recul même si le canton de Bitche comptait encore 80 à 90 % de locuteurs du francique lorrain en 1962.
Dans les conversations en français de Moselle germanophone, outre les spécificités de l'accent francique lorrain (non distinction entre le p et le b, le ch et le j, le d et le t), la syntaxe est fréquemment bousculée par celle de l'allemand. Parmi les autres tendances lourdes figurent l'inversion entre le prénom et le nom (Muller Michel), l'usage fréquent d'abréviations pour les noms de localités ('Bronn, Ench', Goetz', Meis', Stras'), et l'emprunts de mots à la langue francique rhénane (Bix, Flammkuche, Schnaps, Scheslon, Kirb).

### Personnalités de la commune

#### Personnalités nées à Bitche
- Marc-Marie de Bombelles (Bitche, 1744 - Paris, 1822), diplomate et ecclésiastique.
- Jacques Louis Saint-Martin (Bitche, 1749 - Tours, 1828), général de brigade de la Révolution française et député d'Indre et Loire.
- Michel Bizot (Bitche, 1795 - Sébastopol, 1855), général français du génie, tué au siège de Sébastopol.
- Antonin Daum (Bitche, 1864 - Nancy, 1930), artisan verrier français.
- Auguste Daum (Bitche, 1853 - Nancy, 1909), artisan verrier français.
- Hermann Florstedt (Bitche, 1895 - 1945), officier supérieur SS de la Seconde Guerre mondiale.
- Charles Gabriel César Gudin (Bitche, 1798 - Paris, 1874), général et homme politique.
- Johann Reinhard I de Hanau-Lichtenberg (Bitche, 13 février 1569 - Lichtenberg, 19 novembre 1625), comte de Hanau-Lichtenberg de 1599 à 1625.
- Jean Baptiste Mangès (Bitche, 1836 - ap.1893) prêtre lorrain né à Bitche, il fut député au Reichstag allemand de 1890 à 1893.
- François Pillement (Bitche, 7 mai 1775 - Munich, 10 mars 1836), général bavarois.
- Jean Schwartz (Bitche, 1827-1899), homme politique du Wisconsin, maire de Milwaukee.
- René Lejeune (1922-2008), homme de lettres.
- Pierre Gabriel (mathématicien) (Bitche, 1933 -  2015), Mathématicien.
- Edgard Weber (1943-), historien arabisant, professeur et romancier.
- David Oberhauser (Bitche, 29 novembre 1990), footballeur professionnel français.

#### Personnalités liées à Bitche
- Henri François de Bombelles (Huningue, 1683 -Bitche, 1760), gouverneur de la place de Bitche de 1740 à 1760.
- Louis de Cormontaigne (Strasbourg, 1695 - Metz, 1752), ingénieur général, fortificateur de la ville.
- Henri-Joseph Thüring de Ryss (1765-?), général de brigade de la Révolution française, librettiste et auteur dramatique français.
- Jean Daum (Bischwiller, 1825 - Nancy, 1885), notaire public à Bitche jusqu'en 1871. Il fonda la cristallerie qui porte son nom à Nancy.
- Jean-Jacques Kieffer (Guinkirchen, 1857 - Bitche 1925), entomologiste français, professeur au collège Saint-Augustin.
- Paul-Joseph Schmitt (Yutz, 1911-1987), évêque français, supérieur du collège Saint-Augustin.
- Louis-Casimir Teyssier (Albi, 1821 - Albi 1916), officier supérieur français, lors du siège de 1870-1871.
- Heinz Guderian (Kulm, 1888 - 1954), général de l'armée de terre allemande et pionnier de la "Blitzkreig" fût affecté à Bitche de 1908 à 1909.
- Lucie Primot (1918-1939), résistante française morte à Bitche.
- Sébastien Le Prestre de Vauban (Saint-Léger-de-Foucheret, 1633- Paris, 1707), lieutenant-général de l'arme du génie, premier fortificateur de la place.

### Héraldique
| Blason de Bitche | Blason  | D'argent, à la mâcle gringolée de sable, le premier serpent ondoyant en chef mouvant vers le flanc senestre de la pièce, la tête vers le chef posée en bande du canton dextre, le second serpent contourné ondoyant en pointe mouvant vers le flanc dextre de la pièce, la tête vers le chef posée en barre du parti senestre. Devise / CriJe mords derrière comme devant |
| Blason de Bitche | Détails | Le statut officiel du blason reste à déterminer. |

Autrement dit, c’est un écu blanc à un losange noir, ajouré et dont les extrémités sont terminées par deux têtes de serpent adossées, celle du haut tournée vers la droite de l’écu (gauche du spectateur) et celle d’en bas, vers la gauche de l’écu (droite du spectateur). Le serpent présente plusieurs sinuosités, la gueule des deux têtes laisse voir la langue. En 1608, l’écu ne comporte qu’un petit rond blanc, autrement dit, un besant.
Ce n’est que dans la Description de la Lorraine de Durival qu’apparaît très nettement le dessin losangé du mâcle. Les échevins de Kaltenhausen scellèrent des armoiries primitives une lettre du 18 décembre 1610.
Ce sont des armes parlantes. Le besan est le symbole du propriétaire de Bitche et de la seigneurie. La mâcle, mot qui vient du latin macula, (maille en losange) représente les plaques de fer de la cotte d’armes du chevalier, c’est-à-dire du seigneur de Bitche. Quant aux deux têtes de serpent, on peut supposer qu’elles font allusion à l’importance et à la position presque inaccessible de la forteresse. On s’est demandé à tort si le serpent à deux têtes ne représentait pas la forteresse avec la « petite tête » et la « grosse tête ». C’est à la rigueur le plan de la forteresse de Vauban et de Cormontaigne, mais non pas celui de 1676 qui reproduit le château des ducs de Lorraine.
La forteresse résista à l’ennemi en 1793, 1814, 1815 et 1870. Aussi peut-elle inscrire sous l’écu sur une banderole en lettres d’or la devise de Nancy : Qui s’y frotte s’y pique ou la devise particulière : Je mords derrière comme devant. Enfin, la ville de Bitche peut faire figurer en bas des armoiries la Légion d'honneur, reçue le 14 juin 1919 et la Croix de guerre 1939-1945.

#### Page Facebook de la ville de BItche
Le système de modération du service en ligne Facebook a rendu difficile la création de la page Facebook de la ville de Bitche. Il interprétait incorrectement « Bitche », le nom de la ville. De plus, le surnom de l'American 100th Infantry Division : « The Sons of Bitche », la division d'infanterie américaine qui a libéré Bitche, provoquait le rejet de la page par l'algorithme de Facebook.

## Pour approfondir

### Filmographie
- Bitche, court métrage documentaire de Jean-Loïc Portron, 1994, 25 min, in Étretat-Lorient-Bitche, JBA édition, ADAV, Paris, 2010 (DVD)
- La Forteresse assiégée, téléfilm de Gérard Mordillat, ARTE France, 2006, 135 min
- Le siège de Bitche 1944-1945, documentaire de Mallory Grolleau, 2005, 59 min (DVD)